# Кралство Галисия
Кралство Галисия (на испански: Reino de Galicia) е историческа държава в северозападната част на Иберийския полуостров със столица Сантяго де Компостела.

## История
Кралството е основано през 410 г. от германското племе свеви, което отцепва от Западната Римска империя териториите на Галеция и Северна Лузитания и образува Кралството на свевите. През 585 г. земите му са присъединени към Кралството на вестготите. През 701 г. Вестготското кралство е унищожено, а няколко години по-късно земите на Кралство Галисия са присъединени към Кралство Астурия от крал Алфонсо I. След смъртта на астурийския крал Алфонсо III през 910 г. земите на Галисия са поделени между Кралство Астурия и Кралство Леон, а от 984 Кралство Галисия изцяло е погълнато от Кралство Леон.
През 1065 г., малко преди да умре, Фердинанд I, крал на Кастилия и Леон, разделя кралството си между синовете си и Галисия, заедно с Португалия, се падат на сина му Гарсия II. Следва продължителна братобуйствена война между синовете на Фердинанд I и през 1072 г. Галисия и Португалия са завладени от Алфонсо VI, който става и крал на Кастилия. Унията между Галисия и Португалия е ликвидирана окончателно през 1128 г. от Алфонсо I Португалски, който се отцепва като самостоятелен владетел на Португалия и я отделя от Галисия, която остава в границите на Кастилската корона. По-късно кралство Галисия става част от обединената испанска монархия, която достига връх в разцвета си по времето на царуване на Карл V. В рамките на испанската монархия Кралство Галисия запазва относителна автономия до 1833 г.

## Владетели на Галисия
Преди смъртта си през 910 кралят на Астурия Алфонсо III Велики разделил своята държава между тримата си сина. Гарсия става крал на Леон, Фруел – на Астурия, а Ордоньо – на Галисия. През своята близо 250-годишна история Кралство Галисия нееднократно влиза в пределите на съседните испански държави по това време – Астурия, Леон и Кастилия, като много често кралете на Галисия са и крале на първите.
След смъртта на Алфонсо VII Кралство Галисия окончателно е присъединено към Кралство Леон.

### Кантабрийска династия (910 – 1037)[1]
- 910 – 924 Ордоньо II (ок. 873 – 924), втори син на Алфонсо III Велики, крал на Астурия; крал на Леон (914 – 924). 1-ви брак (890) с Елвира (†921), дъщеря на Ерменежилдо Гутиерес, граф на Гатонез; 2-ри брак (922, развод 922) с Арагонта, дъщеря на Гонзало, граф на Бототез; 3-ти брак (923) със Санча (ок. 900 – 955), дъщеря на Санчо I, крал на Памплона.
- 924 – 925 Фруел II (ок. 875 – 925), трети син на Алфонсо III Велики; крал на Астурия (910 – 925); крал на Леон (924 – 925). 1-ви брак (911) с Муния, дъщеря на Химено II, крал на Памплона; 2-ри брак с Урака, дъщеря на Абдулах ибн Мохамед Али от Толедо.
- 925 – 926 Алфонсо Фройлас Гърбавия (†933), син на Фруел II; крал на Леон (925), неженен.
- 926 – 931 Алфонсо IV Монах (ок. 899 – 933), втори син на Ордоньо II; крал на Астурия и Леон; ∞ 923 за Онеса (†931), дъщеря на Санчо I, крал на Памплона.
- 931 – 951 Рамиро II Велики (ок. 900 – 951), трети син на Ордоньо II; крал на Астурия и Леон (931 – 951). 1-ви брак (925, развод 930) с Адоситда, дъщеря на Гутиере Осореса; 2-ри брак (932) с Урака (†956), дъщеря на Санчо I, крал на Памплона.
- 951 – 956 Ордоньо III (ок. 926 – 956), син на Рамиро II Велики; крал на Астурия и Леон (951 – 956), ∞ 941 за Урака (†956), дъщеря на Фернандо Гонзалес, граф на Кастилия.
- 956 – 958, 960 – 966 Санчо I Дебелия (935 – 966), втори син на Рамиро II Велики; крал на Леон (956 – 958, 960 – 966), ∞ 960 за Тереза (†997), дъщеря на Ансур Фернандес, граф на монсон и Кастилия.
- 958 – 960 Ордоньо IV Злия (ок. 926 – 962), син на Алфонсо IV Монах; крал на Астурия и Леон (958 – 960), ∞ 958 за Урака (†1007), дъщеря на Фернандо Гонзалес, граф на Кастилия.
- 966 – 984 Рамиро III (961 – 985), син на Санчо I Дебелия; крал на Леон (966 – 984), ∞ 979 за Санча (†983), дъщеря на Гомес Диас, граф на Салданя.
- 982 – 999 Бермудо II Подагрик (ок. 953 – 999), извънбрачен син на Ордоньо III] крал на Леон (984 – 999). 1-ви брак (развод 988) с Веласкита, дъщеря на португалския дворянин Рамиро Мендеш; 2-ри брак (991) с Елвира (†1017), дъщеря на Гарсия I, граф на Кастилия.
- 999 – 1028 Алфонсо V Благородния (996 – 1028), син на Бермудо II Подагрик; крал на Астурия и Леон (999 – 1028). 1-ви брак (1015) с Елвира (†1022), дъщеря на португалския граф Менендо II Гонсалвиш; 2-ри брак (1023) с Урака, дъщеря на наварския крал Гарсия IV.
- 1028 – 1037 Бермудо III (1017 – 1037), син на Алфонсо V Благородния; крал на Астурия и Леон (1028 – 1037), ∞ 1028 за Химена (1012 – 1062), дъщеря на наварския крал Санчо III Велики.

### Наварска династия (Хименес, 1065 – 1096)
- Гарсия I (1042 – 1090)(1065 – 1071)
- Санчо II Силния (1038 – 7.10.1072)(1071 – 1072); крал на Кастилия (1065 – 1072); крал на Леон (1072)
- Алфонсо VI Храбрия (1040 – 1109)(1072 – 1096); крал на Леон (1065 – 1072, 1072 – 1109); крал на Кастилия (1072 – 1109)

### Бургундска династия (1096 – 1157)
- Раймундо Бургундски (1050 – 27.5.1107)(1096 – 1107)
- Алфонсо VII Император (1.3.1105 – 21.8.1157)(1107 – 1157); крал на Кастилия и Леон (1126 – 1157)